# Pachydellus
Pachydellus  (лат.) — род почвенных клещей (Eviphidoidea) семейства Pachylaelapidae из отряда Mesostigmata. Около 15 видов. Европа.

## Описание
Мелкие клещи (длина менее 1 мм). От других видов и родов из семейства Pachylaelapidae таксон Pachydellus отличается дорсовентрально сплющенной идиосомой, мелкими сетами J5 (короче чем 10 мкм). Лапка 2-й пары ног с одной дистальной модифицированной щетинкой. Амбулакрум I—IV пар лапок с коготками, вертлуг I с шестью сетами, голень I с двумя антеролатеральными, пятью или шестью дорсальными и 2-4 вентральными сетами. Стернальный щит самок слит с эндоподальным и метастернальным щитками; несёт 4 пары щетинок и 3 пары лирифиссур (несекреторных пор). Коксы свободные, тритостернум развит и гнатосома не редуцирована.

## Систематика
Род Pachydellus включают в номинативное подсемейство Pachylaelapinae Berlese, 1913. Род был выделен в 2007 году словацким акарологом Петером Машаном (P. Mašán, Institute of Zoology, Slovak Academy of Sciences, Братислава, Словакия) на основании типового вида Pachysphaerolaelaps calcariger (Berlese, 1902), ранее включаемого в состав рода Laelaps.
- Pachydellus alojzi Masan, 2007
- Pachydellus angulatipes (Berlese, 1903)
- Pachydellus decorus Masan, 2007
- Pachydellus furcifer (Oudemans, 1903)
- Pachydellus hades (Halliday, 2001)
- Pachydellus ineptus (Hirschmann & Krauss, 1965)
- Pachydellus ivanovi (Koroleva, 1977)
- Pachydellus katarinae Masan, 2007
- Pachydellus latior (Berlese, 1920)
- Pachydellus problematicus Masan, 2007
- Pachydellus sculptus (Berlese, 1920) typus
  - = Pachylaelaps sculptus Berlese, 1920
- Pachydellus sinuatus (Willmann, 1939)
- Pachydellus tablasoti (Schweizer, 1961)
- Pachydellus tereziae Masan, 2007
- Pachydellus vexillifer (Willmann, 1956)